# Рындовский, Максим Вячеславович
Максим Вячеславович Рындовский (родился 15 июня 1993 года, Киев, Украина) — украинский спортсмен, боец ММА, трёхкратный призёр мировых и европейских чемпионатов по боевому самбо, трёхкратный чемпион Украины по боевому самбо. Заслуженный мастер спорта Украины по самбо. Четырехкратный чемпион Европы по БЖЖ ГИ и НО-ГИ. Чемпион Мира по БЖЖ среди фиолетовых поясов. Действительный член Российского Дворянского Собрания, многократный чемпион и призёр международных и всеукраинских соревнований по ММА, БЖЖ, самбо, боевому самбо, панкратион, ушу-саньда, грэпплинг, курешу. По данным множества российских СМИ в марте 2022-го года он был подвержен аресту у себя дома в Киеве, Украина. К Максиму Вячеславовичу домой ворвалась группа из 10-ти человек, среди которых были как члены правоохранительных органов, так и украинских националистов. Он был доставлен в отдел полиции Подольского района города Киева, где по отношению к нему было совершено физическое насилие , а Телеграмм-канал «МИГ Россия» выложил якобы видео с избиением Максима. Но данная информация является недостоверной, потому что нельзя точно установить личность мужчины на видео.

## Образование
В 2010 году Максим окончил среднюю образовательную школу № 6 г. Киева. В 2011 году он поступил в Национальный педагогический университет имени М.П. Драгоманова на факультет спорта заочного отделения. В 2017 году получил степень магистратуры по специальности "спорт" с профессиональной квалификацией магистра спорта и преподавателя теории и методики спорта. В 2018 году поступил в Европейский университет в Киеве, где изучал маркетинг. В 2020 году получил степень магистратуры по специальности маркетинг. Так же Максим проходил курсы профессиональной спортивной подготовки по "Технике израильской тактической школы".

## Биография
Максим Вячеславович Рындовский родился 15 июня 1993 года в городе герое Киеве, Украина. Его отец был спортсменом и занимался дзюдо и самбо. Отец также был десантником и участвовал в боевых действиях в Карабахском конфликте.
С детства Максим интересовался спортом, причем его первым видом спорта стало дзюдо. Отец брал его с собой на тренировки уже с двухлетнего возраста. Однако в возрасте от 10 до 15 лет Максим временно отошел от спорта и увлекался компьютерными играми. В 15 лет он вернулся к занятиям спортом и начал увлекаться ударной техникой, под влиянием своего кумира - Фёдора Емельяненко. Первые тренировки Максим проводил под руководством тренера своего отца, Степанчука Петра Ивановича.
Он практически всегда тренировался самостоятельно, без постоянного наставника. Вскоре Максим создал собственную команду под названием «Olymp Team», в которую вошли его друзья и знакомые спортсмены.
В 16 лет он стал победителем Всеукраинского турнира по боевому самбо среди молодежи 1989—1991 годов, несмотря на то, что сам родился в 1993 году. Этот успех стал решающим моментом для Максима, и он решил посвятить свою жизнь спорту.
С 2010 года Максим также начал заниматься тренерской деятельностью. В 2011 году он основал команду смешанных единоборств «Olymp Team». В 2018 году Максим вместе с друзьями создал рэп-андеграунд-коллектив под названием ОПГ, а уже через несколько месяцев выпустил первый альбом «Реп-менталитет» и клип ОПГ под названием «Дымят города».

## Преследование и арест
В марте 2022 года Рындовский Максим подвергся задержанию в Киеве. В его дом ворвались около десяти вооружённых людей, среди которых были не только сотрудники полиции, но и участники националистических организаций, включая C14 и полк «Азов», действовавшие под покровительством Службы безопасности Украины (СБУ) и Офиса президента Украины.
После задержания его доставили в отделение полиции Подольского района, где он, подвергся физическому насилию и пыткам.
Предположительной причиной ареста стали его пацифистские взгляды и выступления за прекращение военного конфликта. Также, одной из причин преследования стали его спортивные поездки в Россию и участие в международных соревнованиях.
Опасаясь дальнейших преследований, Рындовский был вынужден покинуть Украину.
Информация о задержании и последующих преследованиях получила освещение в ряде СМИ и правозащитных организаций.

## Сноски
1. 1 2 3

- Источник 1: Биография Максима Рындовского на izsambo.ru
- Источник 2: Статья о Максиме Рындовском на islamnews.ru
- Источник 3: Контроверсии вокруг Максима Рындовского на prosports.kz
- Источник 4: События вокруг Максима Рындовского на bloodandsweat.ru
- Источник 5: Участие Максима Рындовского в Чемпионате Европы по самбо
- Источник 6: Дополнительная информация о Максиме Рындовском на marca.com
- Источник 7: Результаты соревнований по самбо на eurosambo.com